# قبعة ذات قرنين

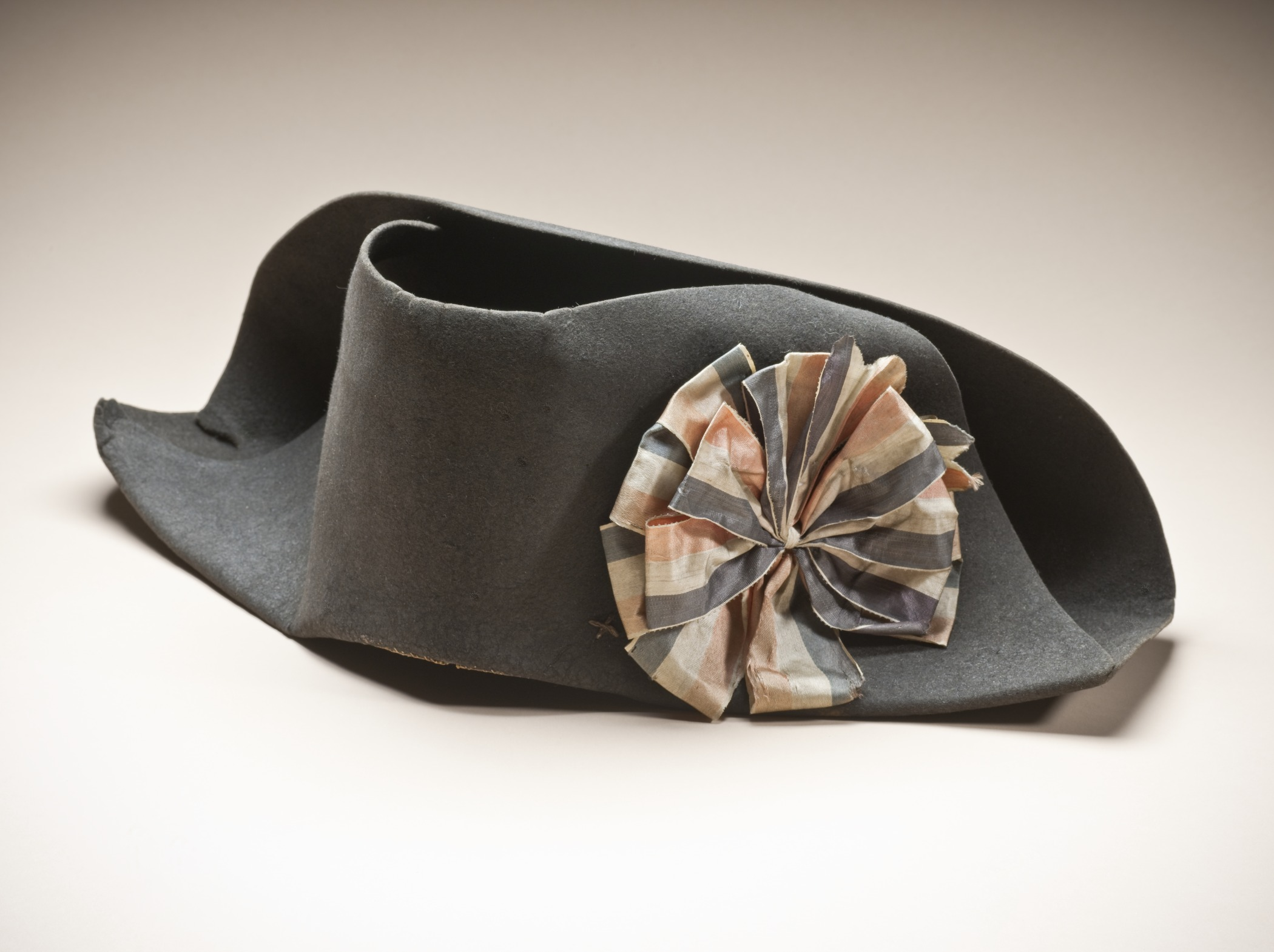
قبعة ذات قرنين من فرنسا، 1790

قبعة ذات قرنين (بالإنجليزية: Bicorne) هو شكل التاريخي لقبعة اعتمدت على نطاق واسع في عقد 1790 كعلامة موحدة من قبل الأوروبييون والجيش الأمريكي وضباط البحرية. كان معظم الجنرالات وضباط الأركان في الفترة النابليونية يرتدون القبعة ذات القرنين، وقد اعتبر كغطاء للرأس الكامل يتم ارتدائه على نطاق واسع حتى عام 1914 على الأقل.